# کرماجیک (سامسات)
کرماجیک (به ترکی استانبولی: Kırmacık) (به کردی: Hayk) (به ارمنی: Հայկ) یک منطقهٔ مسکونی در ترکیه است که در سامسات واقع شده‌است.